# Weiche Silberscharte
Die Weiche Silberscharte (Jurinea mollis) ist eine Pflanzenart aus der Gattung der Silberscharten (Jurinea) innerhalb der Familie der Korbblütler (Asteraceae).

## Beschreibung

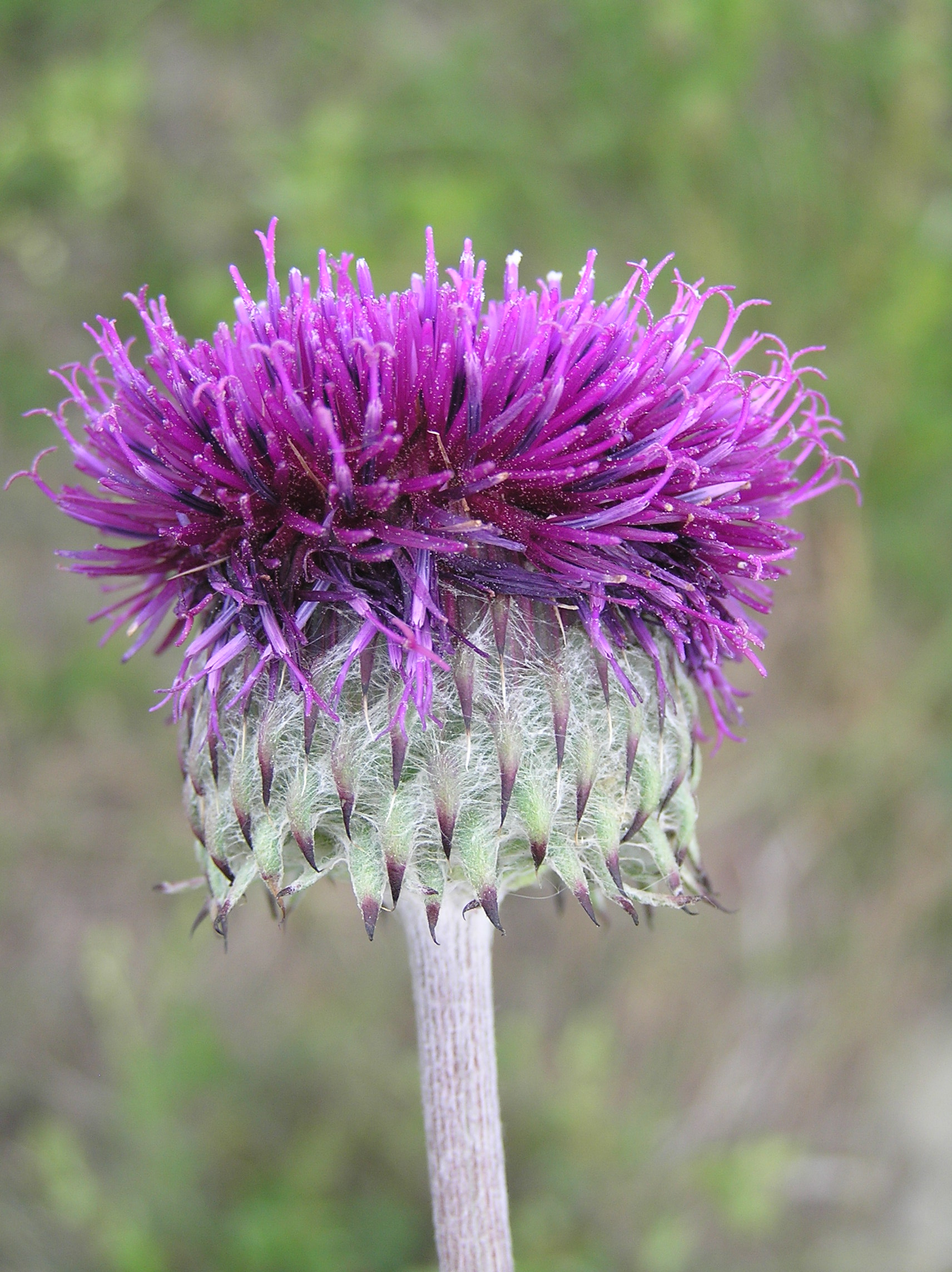
Blütenkorb

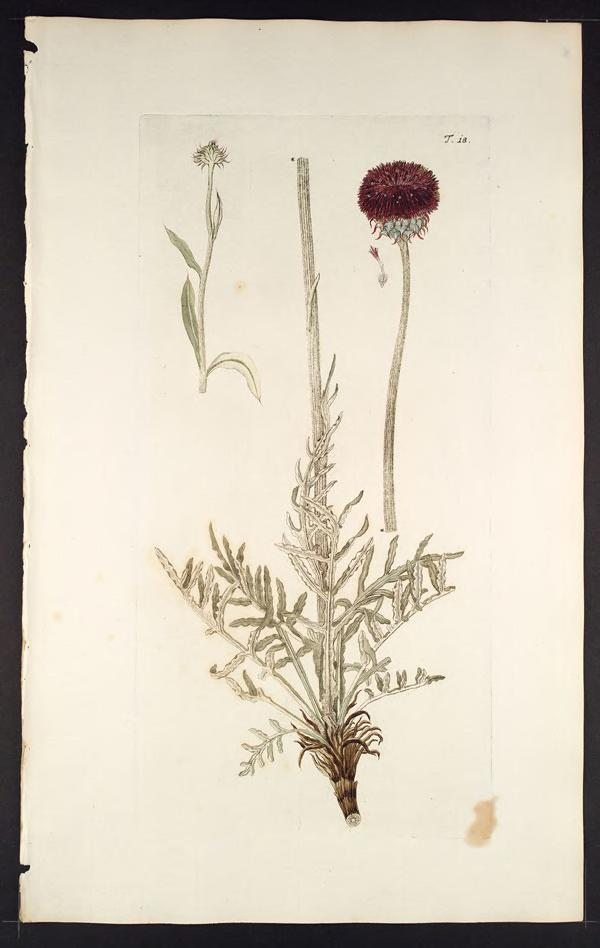
Illustration aus Florae Austriacae, sive, Plantarum selectarum in Austriae archiducatu, Tafel 18

### Vegetative Merkmale
Die Weiche Silberscharte ist eine ausdauernde krautige Pflanze, die Wuchshöhen von 10 bis 80 Zentimetern erreicht. Sie duftet leicht nach Bisam. Ihre Stängel sind aufrecht, meist einfach, spinnwebig behaart, im unteren Bereich beblättert und tragen fast immer nur einen Blütenkorb.
Die Laubblätter sind tief fiederteilig. Die Blattoberseite ist dunkelgrün und verkahlend. Die Blattunterseite ist dauerhaft grau- bis weißfilzig behaart. Die unteren Laubblätter sind im Umriss länglich-lanzettlich mit länglich-lanzettlichen, ganzrandigen, 2 bis 6 Millimeter breiten, am Rand leicht „umgebogenen“ Abschnitten. Die oberen Stängelblätter sind meist einfach und linealisch-lanzettlich.

### Generative Merkmale
Die Blütezeit liegt meist im Mai, seltener auch im April und Juni. Der Blütenkorb hat einen Durchmesser von 30 bis 45 Millimetern. Die Korbhülle ist fast kugelig und spinnwebig, die Hüllblätter sind besonders an ihrer Basis dicht wollig behaart, lineal-lanzettlich, etwa 1 Millimeter breit mit feiner, dorniger, zurückgebogener Spitze. Die duftenden Blüten sind purpurfarben. Die Staubbeutel haben lanzettliche Schwänzchen.
Die Achänen sind bei einer Länge von 3 bis 5 Millimetern doppelt so lang wie breit und verkehrt-pyramidenförmig. Sie sind längsrinnig, gerunzelt und im Querschnitt stumpf vierkantig. Die Pappushaare sind doppelt so lang wie die Frucht.
Die Chromosomenzahl beträgt 2n = 34.

## Ökologie
Bei der Weichen Silberscharte handelt es sich um einen Hemikryptophyten.
Die Blütenkörbe werden häufig von Ameisen besucht; die Ameisen scheinen die Blüten vor räuberischen Käfern zu schützen.

## Vorkommen

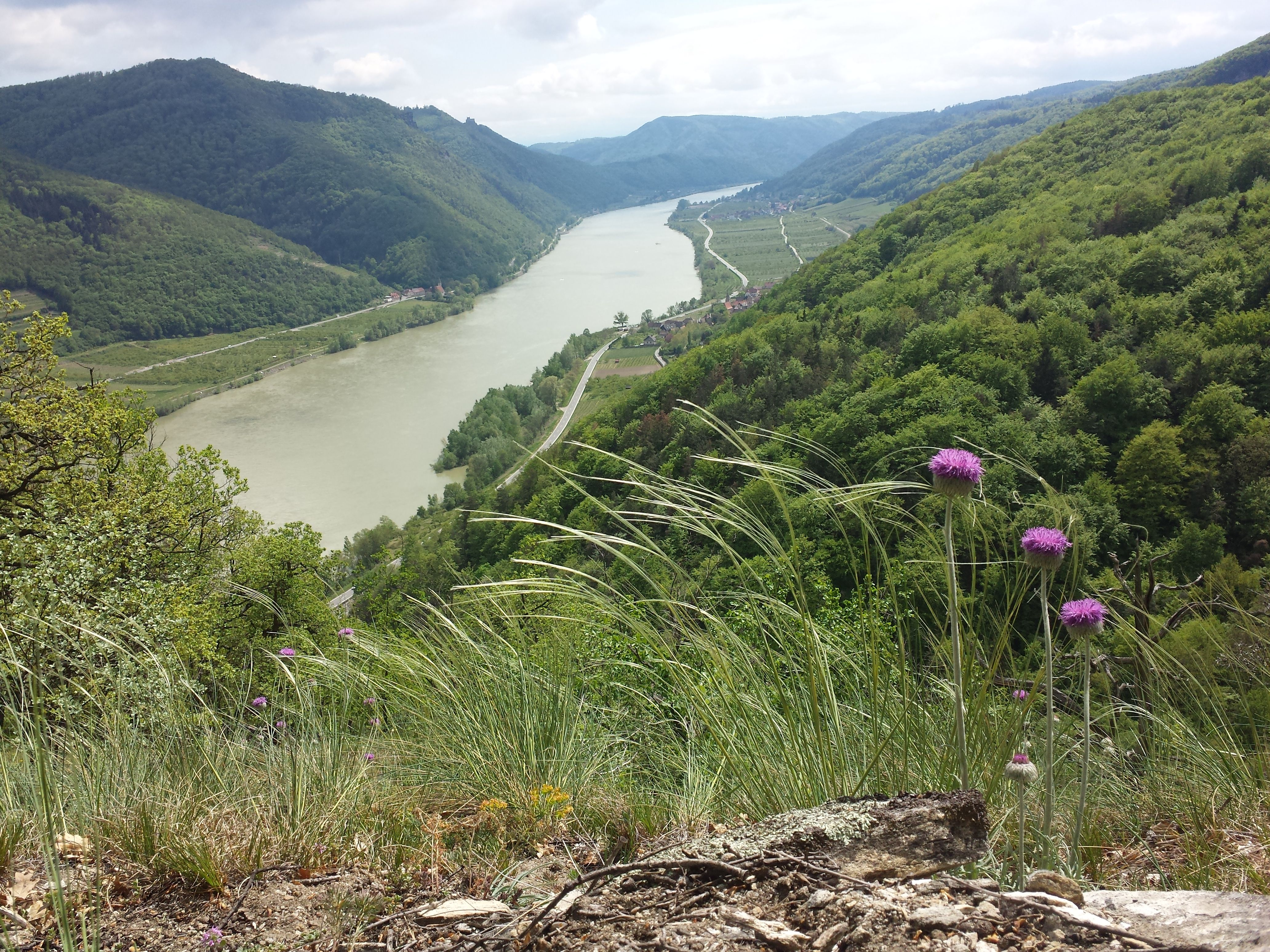
Trockenrasen-Standort der Weichen Silberscharte bei Spitz (Niederösterreich)

Die Weiche Silberscharte kommt in Mittel-, Südost- und Osteuropa und dem westlichen Asien vor. Es gibt Fundortangaben für Österreich, Italien, Tschechien, Belarus, den südlichen Teil des europäischen Russlands, Ungarn, Slowenien, die Slowakei, Serbien, Kosovo, Kroatien, Bosnien und Herzegowina, Bulgarien, Moldawien, Montenegro, Albanien, Rumänien, Nordmazedonien, Griechenland, Türkei, Armenien und die Ukraine.
In Österreich ist die Weiche Silberscharte auf das pannonischen Gebiet (Burgenland, Wien, Niederösterreich) beschränkt. Sie kommt hier häufig in den Trockenrasen und Felsfluren der collinen Höhenstufe vor. Sie ist als gefährdet eingestuft.

## Taxonomie
Die Erstveröffentlichung erfolgte 1756 unter dem Namen (Basionym) Carduus mollis durch Carl von Linné in Centuria II. Plantarum ... S. 30. Die Neukombination zu Jurinea mollis (L.) Rchb. wurde 1831–1832 durch Ludwig Reichenbach in Flora germanica excusoria S. 290 veröffentlicht. Weitere Synonyme für Jurinea mollis (L.) Rchb. sind: Jurinea moschata (Guss.) DC., Carduus moschatus Guss., Jurinea mollis subsp. moschata (Guss.) Nyman.